# اوندین (نمایشنامه)
اوندین یک نمایشه است که در ۱۹۳۸ توسط ژان ژیرودو، درام نویس فرانسوی بر اساس رمان ۱۸۱۱ اوندین توسط نویسنده رومانتیک آلمانی فریدریش د لا مت فوکه نوشته شده است. اوندین داستان هانس و اودین را روایت می کند. هانس یک شوالیه ماجراجو است که به وسیله نامزدش به یک ماموریت فرستاده می‌شود. در جنگل او با اوندین، روح چشمه‌ای که مجذوب دنیای انسان‌های فانی شده است آشنا می‌شود و عاشق یکدیگر می‌شوند. ازدواج حاصل از افرادی از دنیاهای مختلف، البته حماقت است و به نوبه خود به یک کمدی، دلربا، و تراژدی تبدیل می‌شود. اوندین توسط برخی بهترین کار ژیرودو شناخته می‌شود.